# Vesterbrogade (Aarhus)
 For alternative betydninger, se Vesterbrogade (flertydig). (Se også artikler, som begynder med Vesterbrogade)
Vesterbrogade er en gade på Vesterbro i Aarhus, vest for Indre By. Gaden er tosporet og fremstår som en trafikkorridor mellem Cereskrydset og Vesterbro Torv. Gaden blev anlagt i 1860 som en afslutning på Silkeborgvej og dengang endte på Kvægtorvet (nuværende Vesterbro Torv). Vesterbrogade er en tæt befærdet hovedgade.
Bebyggelsen langs Vesterbrogade er i fire og fem etager. Der er flere nærbutikker placeret i gaden.

## Eksterne Henvisninger
- Wikimedia Commons har flere filer relateret til Vesterbrogade (Aarhus)
- Vesterbrogade Arkiveret 31. juli 2007 hos  Wayback Machine

56°9′28.03″N 10°11′45.96″Ø / 56.1577861°N 10.1961000°Ø